# Édouard Thilges

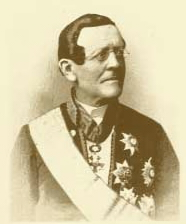
Jules Georges Édouard Thilges

Jules Georges Édouard Thilges (Clervaux, 17 februari 1817 - Luxemburg-Stad, 9 juli 1904) was een Luxemburgs politicus.

## Biografie
Édouard Thilges studeerde van 1833 tot 1838 rechten aan de Vrije Universiteit Brussel en aan de Universiteit van Luik. Nadien was hij advocaat te Diekirch.
Van 23 september 1854 tot 24 mei 1856 was hij administrateur-generaal (minister) van Communale Zaken in de Regering-Simons. Op 15 juli 1859 werd hij directeur-generaal (minister) van Binnenlandse Zaken en Justitie onder premier Simons (tot 26 september 1860). Van 3 december 1867 tot 7 februari 1870 was hij directeur-generaal van Communale Zaken in de Regering-Servais.
Édouard Thilges was na zijn ministerschap van 25 juli 1872 tot 29 juli 1874 voorzitter van de Staatsraad, het adviesorgaan van de groothertog.

## Premierschap
Op 20 februari 1885 werd Thilges president van de Regering en staatsminister (premier) van de gematigd liberale Regering-Thilges. Hij bleef president van de Regering tot 22 september 1888. Naast president van de Regering was Thilges tevens directeur-generaal van Buitenlandse Zaken (minister van Buitenlandse Zaken), hetgeen destijds gebruikelijk was.

## Na zijn premierschap
Op 22 september 1888 werd Édouard Thilges als premier opgevolgd door Paul Eyschen. Na zijn aftreden als premier was hij van 15 februari 1889 tot 15 februari 1895 opnieuw voorzitter van de Staatsraad.
Thilges overleed op 87-jarige leeftijd.